# Список академій та інститутів України (вища освіта)
Заклади з міст, що знаходяться на тимчасово окупованій території, показані в містах, в які їх було переміщено у 2014 році.

## Вінницька область

### Вінниця
- Вінницький навчально-науковий інститут економіки Західноукраїнського національного університету
- Вінницький торговельно-економічний інститут Київського національного торговельно-економічного університету
- Вінницький інститут конструювання одягу і підприємництва
- Вінницький інститут університету «Україна»
- Вінницький кооперативний інститут

## Волинська область

### Луцьк
- Академія рекреаційних технологій і права
- Волинський інститут економіки та менеджменту (ВІЕМ)
- Луцький біотехнічний інститут Міжнародного науково-технічного університету імені академіка Юрія Бугая (ЛБІ МНТУ)
- Луцький інститут розвитку людини Університету «Україна» (ЛІРоЛ)

## Дніпропетровська облась

### Дніпро
- Вищий навчальний заклад «Міжнародний гуманітарно-педагогічний інститут «Бейт-Хана»
- Дніпровська академія музики ім. М. Глінки
- Дніпровський інститут медицини та громадського здоров'я
- Дніпровський медичний інститут традиційної і нетрадиційної медицини
- Національна металургійна академія
- Придніпровська державна академія будівництва та архітектури (ПДАБА)
- Придніпровська державна академія фізичної культури та спорту

### Кривий Ріг
- Донецький юридичний інститут МВС України (ДЮІ)
- Інститут ділового адміністрування
- Криворізький металургійний інститут Державного вищого навчального закладу «Криворізький національний університет»

## Донецька область

### Донецьк
- Донецька академія автомобільного транспорту (знаходиться на окупованій території)
- Донецький інститут туристичного бізнесу (знаходиться на окупованій території)
- Донецька державна музична академія ім. С. С. Прокоф'єва (ДонДМА) (знаходиться на окупованій території)
- Донецький державний інститут здоров'я, фізичного виховання і спорту Національного університету фізичного виховання і спорту України (ДГІЗФВІС НУФВіС) (знаходиться на окупованій території)
- Донецький інститут залізничного транспорту Української державної академії залізничного транспорту (ДонІЗТ) (знаходиться на окупованій території)
- Донецький інститут ринку та соціальної політики (ДІРСП) (знаходиться на окупованій території)
- Донецький інститут соціальної освіти (ДІСО) (знаходиться на окупованій території)
- Донецький інститут туристичного бізнесу (ДІТБ) (знаходиться на окупованій території)

### Бахмут
- Горлівський інститут іноземних мов державного вищого навчального закладу «Донбаський державний педагогічний університет»

### Горлівка
- Горлівський інститут Міжрегіональної академії управління персоналом
- Горлівський регіональний інститут університету «Україна»
- Горлівський автомобільно-дорожній інститут донецького національного технічного університету (АДІ) (знаходиться на окупованій території)

### Маріуполь
- Донецький юридичний інститут МВС України (ДЮІ)
- Азовський морський інститут Національного університету Одеська морська академія (АМІ НУ ОМА)

### Краматорськ
- Донбаська державна машинобудівна академія
- Донбаська національна академія будівництва і архітектури — з вересня 2014 року евакуйовано до м. Краматорськ

## Житомирська область

### Житомир
- Житомирський військовий інститут імені С. П. Корольова

## Закарпатська область

### Ужгород
- Ужгородський торговельно-економічний інститут Київського національного торговельно-економічного університету [Архівовано 3 жовтня 2019 у Wayback Machine.]
- Закарпатська академія мистецтв
- Ужгородський торгівельно-економічний інститут Київського національного торгівельно-економічного університету (УТЕІ КНТЕУ)

### Берегове
- Закарпатський угорський інститут ім. Ференца Ракоці ІІ

### Хуст
- Карпатський інститут підприємництва Відкритого міжнародного університету розвитку людини "Україна"

## Запорізька область

### Запоріжжя
- Запорізька державна інженерна академія
- Запорізький інститут економіки та інформаційних технологій (ЗІЕІТ)
- Хортицька національна навчально-реабілітаційна академія

## Івано-Франківська область

### Коломия
- Інститут управління природними ресурсами Університету економіки та права «КРОК» (ІУПР)
- Коломийський інститут Прикарпатського національного університету імені Василя Стефаника

### Косів
- Косівський інститут прикладного та декоративного мистецтва Львівської національної академії мистецтв (КІПДМ ЛНАМ)

## Київська область

### Київ
- Академія адвокатури України
- Академія муніципального управління
- Арт академія сучасного мистецтва імені Сальвадора Далі
- Військовий інститут телекомунікацій та інформатизації імені Героїв Крут
- Гуманітарний інститут Київського університету імені Бориса Грінченка
- Державна академія житлово-комунального господарства Міністерства будівництва, архітектури та житлово-комунального господарства України
- Київська державна академія водного транспорту імені гетьмана Петра Конашевича-Сагайдачного
- Київська православна богословська академія
- Київський інститут сучасної психології та психотерапії
- Київська школа економіки (KSE)
- Київський державний інститут декоративно-прикладного мистецтва та дизайну імені Михайла Бойчука
- Національна академія внутрішніх справ
- Національна академія державного управління при Президентові України
- Національна академія образотворчого мистецтва і архітектури
- Національна академія статистики, обліку та аудиту
- Національна академія управління
- Національна академія Служби безпеки України
- Національна музична академія України імені Петра Чайковського
- Приватний вищий навчальний заклад-інститут Українсько-американський університет «Конкордія»

### Біла Церква
- Білоцерківський інститут економіки та управління і вищого навчального закладу ВМУРоЛ «Україна»

### Бориспіль
- Бориспільский інститут муніципального менеджменту при МАУП

## Кіровоградська область

### Кропивницький
- Економіко-технологічний інститут імені Роберта Ельворті
- Кропивницький інститут державного та муніципального управління Класичного приватного університету
- Льотна академія Національного авіаційного університету
- Соціально-педагогічний інститут «Педагогічна академія» (СПІ)
- Центральноукраїнський інститут розвитку людини Відкритого міжнародного університету розвитку людини «Україна»

## Львівська область

### Львів
- Інститут підприємництва та перспективних технологій
- Львівська національна академія мистецтв
- Львівська національна музична академія імені Миколи Лисенка
- Львівська православна богословська академія
- Львівський інститут менеджменту
- Львівська державна фінансова академія
- Львівський інститут банківської справи
- Львівський державний інститут новітніх технологій та управління ім. В.Чорновола
- Львівський інститут економіки і туризму
- Національна академія сухопутних військ імені гетьмана Петра Сагайдачного
- Українська академія друкарства

## Миколаївська область

### Миколаїв
- Миколаївський обласний інститут післядипломної педагогічної освіти
- Миколаївський політехнічний інститут
- Миколаївський інститут права Національного університету «Одеська юридична академія»

### Первомайськ
- Первомайський політехнічний інститут національного університету кораблебудування імені адмірала Макарова (ППІ НУК)

## Одеська область

### Одеса
- Військова академія м. Одеса
- Інститут холоду, кріотехнологій та екоенергетики імені В. С. Мартиновського ОНАХТ
- Одеська державна академія будівництва та архітектури
- Одеська морська академія
- Одеська національна музична академія імені А. В. Нежданової
- Одеський торговельно-економічний інститут Київського національного торговельно-економічного університету

### Ізмаїл
- Ізмаїльський інститут водного транспорту

## Полтавська область
- Міжгалузевий інститут підвищення кваліфікації та перепідготовки спеціалістів [Архівовано 26 жовтня 2019 у Wayback Machine.]
- MBA від Міжгалузевого інституту підвищення кваліфікації та перепідготовки спеціалістів споживчої кооперації
- Українська медична стоматологічна академія

## Севастополь
- Перший Український морський інститут

## Сумська область
- Українська академія банківської справи

## Харківська область
- Національна академія Національної гвардії України
- Харківська державна академія дизайну і мистецтв
- Харківська державна академія культури
- Українська інженерно-педагогічна академія
- Харківський інститут фінансів Київського національного торговельно-економічного університету
- Харківський торговельно-економічний інститут Київського національного торговельно-економічного університету

## Херсонська
- Херсонська державна морська академія
- Херсонський економічно-правовий інститут

## Хмельницька
- Хмельницька гуманітарно-педагогічна академія

## Черкаська область
- Черкаський інститут банківської справи Університету банківської справи Національного банку України (м. Київ)
- Черкаський інститут пожежної безпеки імені Героїв Чорнобиля

## Чернівецька
- Чернівецький торговельно-економічний інститут Київського національного торговельно-економічного університету

## Інші
- Міжрегіональна академія управління персоналом (Філії у всіх регіонах)